# Allotinus eupalion
Allotinus eupalion är en fjärilsart som beskrevs av Hans Fruhstorfer 1914. Allotinus eupalion ingår i släktet Allotinus och familjen juvelvingar. Inga underarter finns listade i Catalogue of Life.